# 元允宗
元允宗（韓語：원윤종，1985年6月17日—），韩国男子雪车运动员。他曾代表韩国参加2014年、2018年和2022年冬季奥林匹克运动会雪车比赛，其中2018年冬季奥运会获得一枚银牌。